# For livet
For livet er en dansk kortfilm fra 2013 instrueret af Martin Reinhard.

## Handling
En far vender efter mange års fravær hjem for at forhindre sin søn, Peter, i at gentage et selvmordsforsøg. Peters naturlige skepsis overvindes af nysgerrigheden, og han følger sin far til et øde hus. Farens ekstreme metoder tvinger Peter til at kæmpe for egen overlevelse, og langsomt flytter han sit fokus fra selvmord til selvopretholdelse.

## Medvirkende
- Frederik Christian Johansen, Peter
- Claes Bang, Faren